# Shen Kuo
En aquest nom xinès, el cognom és Shen.
Shen Kuo (xinès: 沈括)  (Hangzhou, 1031 - Zhenjiang, 1095) - en pinyin: Shěn kuò - a vegades escrit Shen Kua, fou un polímata xinès. Va ser geòleg, astrònom, agrònom, ambaixador, general, matemàtic, cartògraf, enginyer hidràulic, meteoròleg, botànic, zoòleg, farmacòleg, autor, i buròcrata del govern de la Dinastia Song (960 - 1279) en Xina.

## Vida i obra
Shen Kuo va viure a Qiantang, l'actual Hangzhou. el 1063, a l'edat de 35 anys, Shen Kuo va passar amb èxit l'examen imperial per al servei del Govern. Va ser ambaixador a l'Imperi Tangut i va estar a les campanyes militars dutes a terme contra ells. Va ser l'administrador principal de l'Oficina d'astronomia i Canceller de l'acadèmia de Han-lin. També va ser aliat polític i confident del canceller Wang Anshi i de l'emperador Shenzong (神宗 Shénzōng; 1067 - 1085).
Shen Kuo va ser el primer en descriure la brúixola magnètica al seu llibre més notable Mengxi Bitan o Meng-ch'i pi-t'an (梦溪笔谈, literalment: Conversa escrita al Rieró dels Somnis). Això passava un segle abans que Alexander Neckam la descrigués a Europa. Va desenvolupar una teoria geològica de la geomorfologia observant en els dipòsits del fang, els fòssils de mar que es trobaven a les muntanyes, i els fòssils petrificats subterranis de bambú trobats a una regió en laque no hi creixia el bambú. Va descriure també la impressió amb tipus mòbils d'argila, inventada per l'artesà anomenat Bi Sheng en la dècada de 1041 i 1049. Va millorar les invencions de l'esfera armil·lar, del gnòmon, i del rellotge d'aigua o clepsidra. Va descobrir el concepte astronòmic del nord veritable, i va al·legar, que el sol i la lluna eren esfèrics, no plans, emprant l'observació de l'eclipsi solar i de l'eclipsi lunar. Va fer dos atles, i va crear una carta geogràfica tridimensional. Va ser també el primer a la Xina en descriure el dic sec per a la reparació de vaixells. Va reformar el calendari xinès amb base a unes observacions astronòmiques molt precises que va realitzar durant mesos.
Al costat del seu col·lega Wei Pu, Shen va planejar mapejar les rutes orbitals de la Lluna i els planetes en un projecte intens de cinc anys que implicava observacions diàries, però això va ser frustrat pels oponents polítics a la cort. Per ajudar en el seu treball en astronomia, Shen Kuo va fer dissenys millorats de l'esfera armil·lar, el gnòmon, el tub d'observació i va inventar un nou tipus de rellotge d'aigua d'entrada. Shen Kuo va idear una hipòtesi geològica per a la formació de terres (geomorfologia), basada en les troballes de fòssils marins interiors, el coneixement de l'erosió del sòl i la deposició de llim.
El 1087 va finalitzar el seu atlas, Shou lin Tu, amb vint mapes que cobrien tots els districtes administratius de la Xina d'una escala homogénea 1/900000, utilitzant una base topogràfica de graella de 24 direccions.
Shen Kuo va viure al final de la seva vida uns anys en aïllament, a la casa que posseïa un jardí que va anomenar rieró dels somnis i que li servia d'esplai, a prop de Zhenjiang, província de Jiangsu. La seva tomba està situada a la zona de Yuhang de Hangzhou, i recentment, el setembre de 2001, per iniciativa del Govern xinès s'ha reconstruït completament.